# Analettico

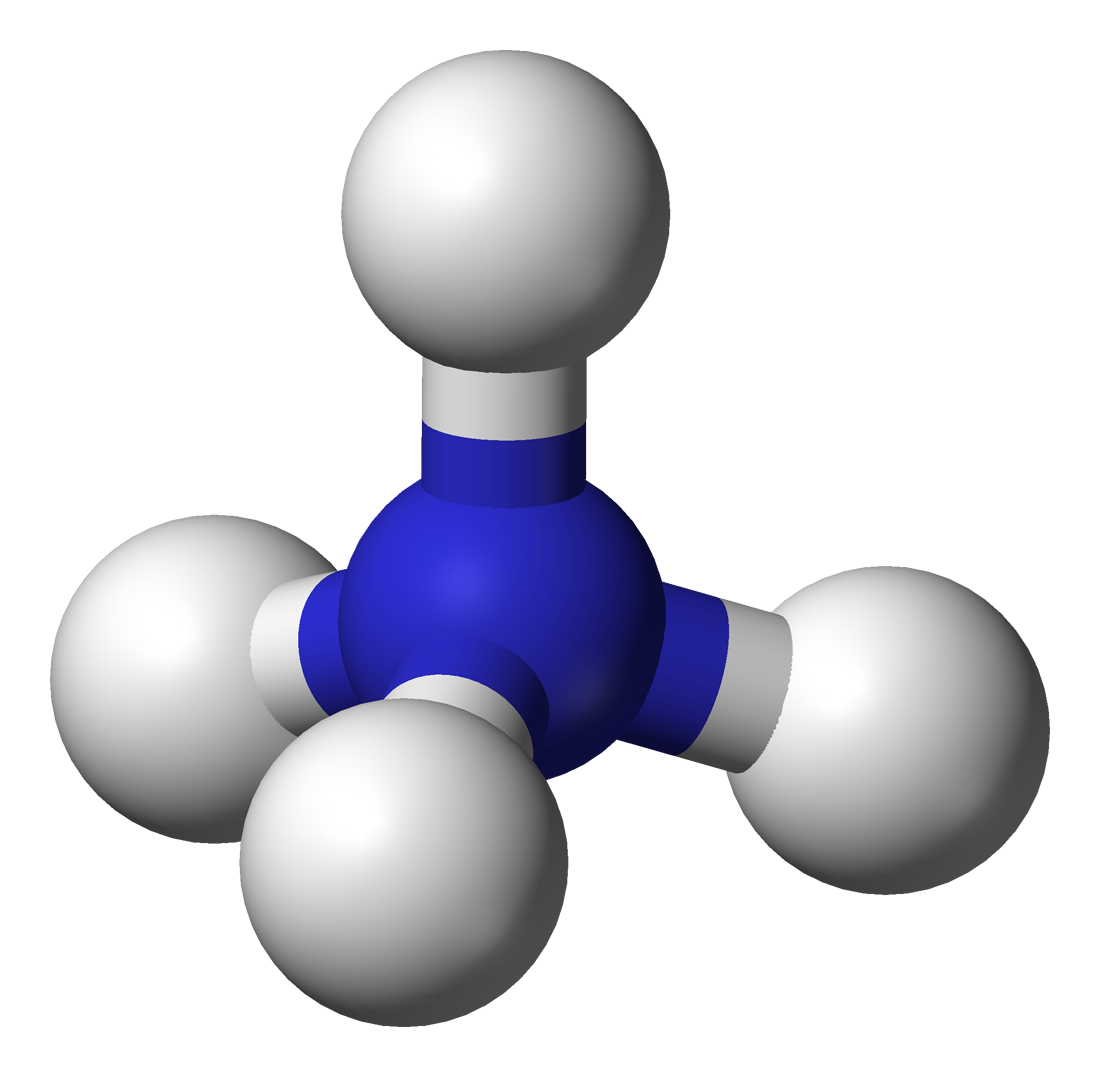
Modello tridimensionale di una molecola di bicarbonato d'ammonio, un analettico.

Analettico, in medicina, è un termine farmacologico generico usato per indicare gli stimolanti del sistema nervoso centrale (SNC). Il termine fa particolarmente riferimento a quelle sostanze chimiche che, utilizzate come farmaci, alle usuali dosi terapeutiche comportano un'azione di stimolo transitorio sull'attività circolatoria o respiratoria. Alcuni analettici agiscono come stimolanti anche a livello di altri centri nervosi quali, ad esempio, il centro della tosse e il centro del vomito (nel bulbo o midollo allungato), il centro del sonno (diencefalo e tronco dell'encefalo), il centro della termoregolazione (ipotalamo).
Si tratta di un gruppo molto eterogeneo di sostanze, sia dal punto di vista farmacologico che dell'impiego clinico. 
Sono analettici la caffeina, le anfetamine, gli antidepressivi ed altre molecole.
Sono considerati analettici anche il freddo alternato al caldo, gli stimoli cutanei o delle mucose, l'aceto, l'ammoniaca, l'etere, i cosiddetti sali (carbonato e bicarbonati d'ammonio), l'anidride carbonica.
In medicina particolare rilevanza terapeutica gli analettici stimolanti il bulbo o midollo allungato, detti anche analettici cardio-presso-respiratori, in quanto in grado di espletare contemporaneamente attività di stimolo sulla pressione arteriosa, sulla ventilazione e respirazione, e sull'attività cardiocircolatoria.

## Etimologia
Il termine deriva dalla lingua greca analēptikós avente il significato "che restituisce forza".

## Analettici respiratori
Talvolta il termine analettico viene usato per riferirsi a specifiche sostanze aventi azione analettica respiratoria, cioè quei composti che, utilizzati come farmaci, agiscono sul sistema nervoso centrale stimolando i muscoli della respirazione, migliorando quindi la ventilazione, sia tramite un aumento dell'ampiezza respiratoria sia, talvolta, attraverso un incremento della frequenza respiratoria. L'effetto ultimo di queste azioni consiste in un aumento della pressione parziale di O2 nel sangue arterioso e nella contemporanea riduzione della tensione parziale di CO2.
Tra gli analettici respiratori si segnalano:
- Almitrina
- Bemegride
- Cropropamide
- Crotetamide
- Doxapram
- Fominobene
- Mepixanox
- Niketamide
- Pretcamide